# محمد بحرانی
محمد بحرانی (زادهٔ ۱۶ آذر ۱۳۶۰) بازیگر، صداپیشه، عروسک‌گردان و مجری اهل ایران است. او بابت صداپیشگی شخصیت‌های عروسکی جناب‌خان، آقای هم ساده و ببعی به شهرت رسید.

## زندگی‌نامه و فعالیت
محمد بحرانی در ۱۶ آذر ۱۳۶۰ به‌خاطر شغل پدرش در بهشهر زاده شده است. پدر و مادر او اهل کازرون هستند. دوران کودکی و نوجوانی خود را در شیراز «محله کاشی‌زنی» گذراند. پدرش سال‌ها به تدریس زبان انگلیسی در مقطع دبیرستان اشتغال داشته و اکنون بازنشسته است و مادر نیز خانه‌دار است. بحرانی دو برادر و یک خواهر دارد و خود فرزند آخر خانواده است.
او تحصیلات خود را تا دیپلم در شیراز گذراند. رشتهٔ تحصیلی او در دبیرستان ریاضی بود. اما در کنکور هنر شرکت کرد و در سال ۱۳۷۹ در رشته کارشناسی بازیگری دانشگاه تهران پذیرفته شد. وی در سال ۱۳۸۴ از پردیس هنرهای زیبای دانشگاه تهران فارغ‌التحصیل شد و پس از آن تحصیلات خود را در رشتهٔ کارگردانی در دانشگاه تربیت مدرس ادامه داد و در سال ۱۳۸۷ مدرک کارشناسی ارشد خود را از این دانشگاه دریافت کرد. او در سال ۱۳۸۵ با مهناز خطیبی، همکلاسی و هم‌رشته خود در دانشگاه تهران، ازدواج کرد.
بحرانی فعالیت هنری خود را با تئاتر دانشگاهی و نمایش عروسکی آغاز کرد. در سال ۱۳۸۰ کار او مورد پسند مریم سعادت (داور یکی از جشنواره‌های دانشجویی) واقع شد. خانم مریم سعادت از او برای کار در مجموعهٔ تلویزیونی عروسکی زنده «نی‌نی‌مون» به کارگردانی بهرام شاه‌محمدلو دعوت کرد.
او که از سال ۱۳۸۰ وارد تلویزیون شده، تا امروز در پروژه‌های عروسکی کودک و بزرگسال فعال بوده است. عروسک مشهور جناب خان از «کوچه مروارید» که یک مجموعه تلویزیونی زنده عروسکی بود و برای شبکه نمایش خانگی تهیه و تولید می‌شد، به تلویزیون وارد شد. در این مجموعه تلویزیونی رامبد جوان با نام «آقای محترم» ایفای نقش کرد و با جناب‌خان هم‌بازی شد. حاصل این آشنایی دعوت جناب‌خان به برنامهٔ «خندوانه» بود.
بحرانی شخصیت‌پردازی عروسک محبوب جناب‌خان را حاصل تجربهٔ زیستهٔ خود می‌داند؛ از کودکی‌اش در شیراز در همسایگی بچه‌های جنگ‌زدهٔ خوزستان گرفته تا تجربیات دوران خوابگاه دانشجویی‌اش در تهران.
لازم است ذکر شود که بیشتر دیالوگ‌های جناب‌خان به خاطر ساختار برنامه «خندوانه»، حاصل بداهه‌پردازی‌های محمد بحرانی است.
از دیگر کارهای عروسکی بحرانی به عنوان صداپیشه، پیش از ورود به مجموعهٔ کلاه‌قرمزی، می‌توان مجموعه‌های «استاد همه چی دون» و «شهر کودکان» و مجموعهٔ با «ما کاش باشی» (صداپیشه آقا شجاع) را ذکر کرد.
او در فیلم «رفیق بد» با ایرج طهماسب و حمید جبلی همکار بود و در نقشی کوتاه در کنارشان بازی کرد. اما همکاری‌اش با «مجموعهٔ کلاه‌قرمزی» از سال ۱۳۹۰ آغاز شد؛ یعنی زمانی که آنها برای شخصیتی جدید دنبال صداپیشه بودند. آشنایی او با این گروه توسط دوستش امیر سلطان‌احمدی (عروسک‌گردان پسرعمه زا) ممکن شد. نتیجه این همکاری شکل‌گیری دو عروسک و شخصیت آقای هم ساده و ببعی هستند.
علاوه بر فعالیت عروسکی، محمد بحرانی به همراه امیر سلطان‌احمدی، ترانه‌سرا، خواننده و تهیه کنندهٔ موزیک ویدئویی به نام «جام جهانی» برای جام جهانی سال ۲۰۱۴ بوده‌اند. این دو نفر برای جام جهانی ۲۰۱۸ اینبار با هم‌خوانی جناب‌خان، موزیک ویدئوی دیگری را به نام «اومدیم روسیه» تهیه کردند.
محمد بحرانی به همراه شاهین شرافتی مجری برنامه تلویزیونی موسیقی‌محور رادیو هفت بوده است.
بحرانی به عنوان بازیگر در فیلم‌هایی مانند مارموز، طبقه هساث، فرار از اردو و رفیق بد ایفای نقش کرده است و همین‌طور در مجموعه تلویزیونی‌های هیولا، گلشیفته، سریال آنها و دوپینگ. بازیگری و کارگردانی تئاتر نیز بخش مهمی از فعالیت‌های اوست.
پس از انتشار خبر ممنوع‌الخروجی بحرانی و لغو ویژه‌برنامه جام جهانی شبکه نسیم در پی اعتراضات سراسری ۱۴۰۱، بحرانی اعلام کرد که از ساخت برنامه و صداپیشگی جناب‌خان انصراف داده است.

## آثار

### بازیگری

#### سینما
| سال  | عنوان فیلم           | کارگردان           | نقش               |
| ---- | -------------------- | ------------------ | ----------------- |
| ۱۳۹۸ | بی‌حسی موضعی          | حسین مهکام         | گزارشگر فوتبال    |
| ۱۳۹۶ | مارموز               | کمال تبریزی        | حاج‌آقا مشکاتی     |
| ۱۳۹۳ | نزدیکتر              | مصطفی احمدی        | محمدرضا           |
| ۱۳۹۳ | فرار از اردو         | غلامرضا رمضانی     |                   |
| ۱۳۹۳ | شهر موشها ۲          | مرضیه برومند       | مجری مرد تلویزیون |
| ۱۳۹۲ | طبقه حساس            | کمال تبریزی        | پرویز آقایی       |
| ۱۳۹۰ | کلاه قرمزی و بچه ننه | ایرج طهماسب        | بازجو             |
| ۱۳۸۶ | رفیق بد              | عباس احمدی         | کارمند بانک       |
| ۱۳۸۵ | اتوبوس شب            | کیومرث پوراحمد     |                   |
| ۱۴۰۳ | بازی را بکش          | محمد ابراهیم عزیزی |                   |

#### مجموعه‌های تلویزیونی و نمایش خانگی
| سال  | عنوان                            | کارگردان                 | توضیحات                                 | نقش                           |
| ---- | -------------------------------- | ------------------------ | --------------------------------------- | ----------------------------- |
| ۱۴۰۳ | ازازیل                           | حسن فتحی                 | سرایدار آپارتمان                        |                               |
| ۱۴۰۲ | ۲شات                             | علی میرمیرانی            |                                         | مهمان                         |
| ۱۴۰۲ | شب‌های مافیا: زودیاک              | محمدرضا رضائیان          | سری پنجم                                | گرداننده                      |
| ۱۴۰۲ | صداتو                            | حامد جوادزاده            |                                         | کمک کننده                     |
| ۱۴۰۰ | آنها                             | میلاد جرموز مهدی آقاجانی |                                         | ناصر نامی                     |
| ۱۴۰۰ | دراکولا                          | مهران مدیری              |                                         | مهیار مهرافزون (غضنفر چمچاره) |
| ۱۳۹۹ | خوب، بد، جلف: رادیواکتیو         | محسن چگینی               |                                         | سرگرد شکوری                   |
| ۱۳۹۹ | دوپینگ                           | رضا مقصودی               | پدر شیوا                                | فریدون                        |
| ۱۳۹۹ | بچه محل                          | احمد درویشعلی‌پور         | بازیگر مهمان، شوهر عمه پورنگ            | شهرام رضایت                   |
| ۱۳۹۸ | هیولا                            | مهران مدیری              | مدیر اتو گالری، صاحبخانه هوشنگ          | مهیار مهرافزون (غضنفر چمچاره) |
| ۱۳۹۶ | گلشیفته                          | بهروز شعیبی              | همسر مژگان میرزایی، فروشنده لوازم زنانه | ضیاء شریفی                    |
| ۱۳۹۳ | کرکره                            | هادی حجازی‌فر             |                                         |                               |
| ۱۳۹۰ | مکتبخانه غیرانتفاعی              | عیسی یوسفی‌پور            |                                         |                               |
| ۱۳۸۹ | تندتندکارتن                      | هادی حجازی‌فر             |                                         |                               |
| ۱۳۸۷ | رنگین کمان                       | محمد اعلمی               |                                         |                               |
| ۱۳۸۵ | یغمای باشکوه خورشید              | فرهاد مهندس‌پور           |                                         | تله تئاتر                     |
| ۱۳۸۵ | سرزمین من                        | مریم سعادت               |                                         |                               |
| ۱۳۸۴ | نگاهی به تاریخ تئاتر معاصر ایران | محمود عزیزی              |                                         | مستند نمایشی                  |
| ۱۳۸۱ | نی‌نی‌مون                          | بهرام شاه‌محمدلو          |                                         |                               |

#### تئاتر
| سال       | عنوان نمایش              | کارگردان                 | محل اجرا                     | توضیحات                                                                  |
| --------- | ------------------------ | ------------------------ | ---------------------------- | ------------------------------------------------------------------------ |
| ۱۳۹۹      | روزهای بی‌باران           | محمد بحرانی              | تالار شمس                    | نمایشنامه‌خوانی آنلاین                                                    |
| ۱۳۹۶–۱۳۹۷ | بهمن کوچیک               | مهران نائل               | سالن انتظامی – سالن شهرزاد   | اجرا در تورنتوی کانادا                                                   |
| ۱۳۹۴      | صندلی‌ها                  | طلیعه طریقی              | سالن انتظامی                 | اجرا در کشور رومانی                                                      |
| ۱۳۹۳      | ستوان آینیشمور           | مرتضی مشکات              | تالار تجربه                  |                                                                          |
| ۱۳۸۷      | دژاوو                    | مسعود دلخواه             |                              | کار مشترک ایران و آلمان - این نمایش به نام «جایی دیده شده» نیز مشهور است |
| ۱۳۸۷      | ۱۲۵ تومن دانشگاه         | کار گروهی از گروه «بیدل» | تالار الغدیر – دانشگاه تهران |                                                                          |
| ۱۳۸۴      | ادیپ شهریار              | فابریس نیکوت             |                              | کار مشترک ایران و فرانسه                                                 |
| ۱۳۸۴      | وین‌راه‌بی‌نهایت            | محمود عزیزی              | حوزه هنری                    |                                                                          |
| ۱۳۸۳      | ژازن بکام، ژازن ناکام    | امیر سلطان‌احمدی          |                              | جشنواره فجر                                                              |
| ۱۳۸۴      | پرزنت و چهار اپیزود دیگر | هادی حجازی‌فر             | تالار مولوی                  |                                                                          |
| ۱۳۸۳      | کسوف                     | نسیم خسروی               |                              |                                                                          |
| ۱۳۸۳      | مرگ در پاییز، مسافران    | مقصود صالحی              |                              |                                                                          |
| ۱۳۸۲      | سفارتخانه                | رضا یعقوبی قلعه‌نو        |                              |                                                                          |
| ۱۳۸۲      | خوشبخت شاید              | هادی حجازی‌فر             |                              |                                                                          |
| ۱۳۸۱      | آینه                     | مهدی‌شاه‌پیری              |                              |                                                                          |
| ۱۳۸۱      | آی آدم‌ها                 | ارژنگ فرخ‌پیکر            | تالار مولوی دانشگاه تهران    |                                                                          |
| ۱۳۸۰      | بله، البته که نه، قربان! | مهدی‌شاه‌پیری              |                              |                                                                          |
| ۱۳۸۰      | تحلیل شخصیت              | مهران نائل               |                              |                                                                          |
| ۱۳۷۹      | شعبده و طلسم             | امیر سلطان‌احمدی          |                              |                                                                          |

### صداپیشگی و عروسک‌گردانی

#### تئاتر
| سال  | عنوان نمایش          | کارگردان       |
| ---- | -------------------- | -------------- |
| ۱۳۹۶ | پسر جنگل             | رامین کهن      |
| ۱۳۹۲ | افسانه آه            | آنوش عزیزی     |
| ۱۳۸۵ | کنسرت حشرات ۱و ۲     | مریم سعادت     |
| ۱۳۸۵ | شنگول و منگول        | هدیه هاشمی     |
| ۱۳۸۴ | مبارک به مدرسه می‌رود | بهناز مهدی‌خواه |
| ۱۳۸۴ | پله نهم              | مریم شهیدی     |
| ۱۳۸۴ | آقای گسست            | هادی حجازی‌فر   |
| ۱۳۸۴ | پکن بدون توقف        | مهران نائل     |
| ۱۳۸۴ | طفل پیر              | مرتضی چراغی    |
| ۱۳۸۳ | مسخ                  | فاطمه‌سوزنگر    |
| ۱۳۸۳ | سه نقطه              | مرتضی چراغی    |
| ۱۳۸۳ | دایره                | هادی حجازی‌فر   |
| ۱۳۸۳ | گل مین               | مهدی شاه‌پیری   |
| ۱۳۸۳ | شاه جنگل             | فرشته حجازی    |
| ۱۳۸۲ | ویز… تق              | مهناز خطیبی    |
| ۱۳۸۲ | نفس عمیق             | مهدی شاه‌پیری   |
| ۱۳۸۰ | تولد مسیح            | سحرناز متعبد   |

#### تلویزیون

##### صداپیشگی
| سال       | عنوان            | شخصیت              | سازنده           |
| --------- | ---------------- | ------------------ | ---------------- |
| ۱۴۰۳      | هزار و یک        | جناب‌خان            | فرید نیکجو       |
| ۱۴۰۳      | مهمانی           | ببعی و آقای همساده | ایرج طهماسب      |
| ۱۴۰۲      | جام آرزوها       | جناب‌خان            | محمد پیوندی      |
| ۱۳۹۳–۱۴۰۱ | خندوانه          | جناب‌خان            | رامبد جوان       |
| ۱۳۹۱–۹۷   | کلاه‌قرمزی        | ببعی و آقای همساده | ایرج طهماسب      |
| ۱۳۹۴      | برکه گاندو       | گاندو              | سمیه عبدالله‌زاده |
| ۱۳۹۳      | کوچه مروارید     | جناب‌خان            | سعید سالارزهی    |
| ۱۳۸۶–۹۱   | استاد همه چی دون | استاد همه چی دون   | کیهان شادور      |
| ۱۳۹۱      | با ما کاش باشی   | آقا شجاع           | محمد اعلمی       |
| ۱۳۹۱      | مدرسه بابا عماد۲ |                    | امیر سلطان‌احمدی  |
| ۱۳۹۱      | ماجراهای هامون   |                    | سمیه عبدالله‌زاده |
| ۱۳۹۰      | قفل و صندوقچه    | مثال               | محمد اعلمی       |
| ۱۳۹۰      | مدرسه بابا عماد۱ |                    | امیر سلطان‌احمدی  |
| ۱۳۸۸      | شهرکودکان        | مخدان              | محمد اعلمی       |
| ۱۳۸۷      | مزرعه بی‌بی       | پرویز              | محمد اعلمی       |
| ۱۳۸۷      | امداد حشرات      | مگس                | وحید حسینی       |
| ۱۳۸۷      | عامو و ماشو      | عامو               | محمد اعلمی       |

##### عروسک‌گردانی
| سال       | عنوان        | کارگردان   |
| --------- | ------------ | ---------- |
| ۱۳۸۸      | منوچ و نونوچ | محمد اعلمی |
| ۱۳۸۸      | فسقلی‌ها      | نگار استخر |
| ۱۳۸۷      | مزرعه بی‌بی   | محمد اعلمی |
| ۱۳۸۷      | رنگین‌کمان    | محمد اعلمی |
| ۱۳۸۶      | گذر میرزا    | محمد اعلمی |
| ۱۳۸۵–۱۳۸۶ | مدرسه حشرات  | محمد اعلمی |
| ۱۳۸۴      | مومو و مومی  | مریم سعادت |
| ۱۳۸۵      | سرزمین من    | مریم سعادت |
| ۱۳۸۵      | اتاق نگار    | محمد اعلمی |

### گویندگی و مجری‌گری
| سال  | عنوان                 | سمت              | کارگردان    | توضیحات                                  |
| ---- | --------------------- | ---------------- | ----------- | ---------------------------------------- |
| ۱۳۹۶ | رادیو هفت             | مجری             |             | به تهیه کنندگی منصور ضابطیان - محمد صوفی |
| ۱۳۹۶ | رزم‌آرا یک دوسیهٔ مسکوت | گوینده گفتار متن | احسان عمادی | فیلم مستند                               |
| ۱۳۹۶ | فاز                   | گوینده گفتار متن |             | مسابقه تلویزیونی                         |
| ۱۳۹۴ | محاکمه                | گوینده گفتار متن | احسان عمادی | فیلم مستند                               |

### خوانندگی
| سال  | عنوان                                 | توضیحات                                   |
| ---- | ------------------------------------- | ----------------------------------------- |
| ۱۳۹۹ | تیتراژ مجموعه تلویزیونی دوپینگ        | کارگردان رضا مقصودی                       |
| ۱۳۹۷ | خواننده همراه گروه موسیقی «لیان»      | فستیوال ورلد میوزیک لندن «womad» انگلستان |
| ۱۳۹۷ | موزیک ویدئو (اومدیم روسیه)            | جام جهانی فوتبال ۲۰۱۸                     |
| ۱۳۹۴ | موزیک ویدئو اختصاصی لیگ جهانی والیبال | لیگ جهانی والیبال ۲۰۱۵                    |
| ۱۳۹۳ | موزیک ویدئو «جام جهانی»               | جام جهانی فوتبال ۲۰۱۴                     |
| ۱۳۸۵ | کنسرت حشرات ۱ و ۲                     | کارگردان مریم سعادت                       |

### ترانه‌سرایی و شعر
| سال       | عنوان                              | توضیحات                    |
| --------- | ---------------------------------- | -------------------------- |
| ۱۳۹۳      | ترانه‌سرایی موزیک ویدئو «جام جهانی» | برای جام جهانی فوتبال ۲۰۱۴ |
| ۱۳۸۵–۱۳۹۱ | ترانه‌سرایی تیتراژ استاد همه‌چی‌دون   |                            |
| ۱۳۸۵      | شاعر کنسرت حشرات ۱ و ۲             | کارگردان مریم سعادت        |

## جوایز و افتخارات
| سال  | جشنواره                                 | بخش                    | عنوان اثر                   | جوایز                                  |
| ---- | --------------------------------------- | ---------------------- | --------------------------- | -------------------------------------- |
| ۱۳۹۸ | جشنواره ملی تولیدات سیما                | بهترین صداپیشه         | مجموعهٔ خندوانه              | اول صداپیشگی برای عروسک جناب‌خان        |
| ۱۳۹۸ | جشنواره حافظ                            | بهترین بازیگر مرد کمدی | مجموعهٔ گلشیفته              | کاندید بهترین بازیگر مرد برای نقش ضیاء |
| ۱۳۸۴ | جشنواره کوتاه جوان                      | بهترین بازیگر مرد      | نمایش n/2+1                 | دوم بازیگری                            |
| ۱۳۸۳ | جشنواره تئاتر استان مرکزی               | بهترین بازیگر مرد      | نمایش ژازن بکام، ژازن ناکام | دوم بازیگری                            |
| ۱۳۸۳ | جشنوارهٔ بین‌المللی نمایش عروسکی دانشجویی | بهترین عروسک گردان     | نمایش گل‌مین                 | سوم عروسک‌گردانی                        |
| ۱۳۸۲ | جشنوارهٔ بین‌المللی نمایش عروسکی دانشجویی | بهترین صداپیشه         | نمایش نفس عمیق              | سوم صداپیشگی                           |
| ۱۳۸۲ | جشنوارهٔ بین‌المللی نمایش عروسکی دانشجویی | تلاش مستمر             |                             | جایزهٔ ویژهٔ تلاش مستمر                  |
| ۱۳۸۱ | جشنوارهٔ بین‌المللی عروسکی دانشجویی       | بهترین موسیقی          | دایره                       | اول موسیقی                             |
| ۱۳۸۱ | جشنواره دانشجویی تئاتر تجربی            | بهترین کارگردانی       | بهشت و زمین                 | اول کارگردانی                          |

## تقدیرنامه‌ها از سوی ارگان‌ها و سازمان‌ها
- جمعیت مبارزه با استعمال دخانیات ایران – نمایش بهمن کوچک
- صدا وسیمای جمهوری اسلامی ایران – حضور در مجموعهٔ خندوانه
- مجلس شورای اسلامی – حضور در مجموعهٔ خندوانه
- خانه تئاتر - لوح تقدیر به پاس خلق عروسک جناب‌خان
- دومین همایش ملی ترویج مسئولیت‌های اجتماعی (دانشگاه تهران)
- فدراسیون ورزش‌های همگانی
- عضویت افتخاری انجمن ام‌اس ایران
- لوح یادمان از طرف یازدهمین جشنواره بین‌المللی نمایش عروسکی
- لوح سپاس در دوره‌های ششم، هفتم، دهم و دوازدهم مراسم بزرگداشت هفته تئاتر
- لوح تقدیر در نخستین جشنواره تئاتر و سرود محله

## کارهای شاخص
- صداپیشه کاراکتر جناب‌خان در برنامهٔ هزار و یک
- صداپیشه کاراکتر جناب‌خان در برنامهٔ خندوانه
- صداپیشه کاراکترهای ببعی و آقای هم ساده در مجموعهٔ کلاه‌قرمزی
- خواننده خواب‌های رنگی من (شعرهای کودکانه در ردیف موسیقی ایرانی) به آهنگسازی حمید متبسم
- دوبله کاراکتر عقاب افسانه‌ای در فیلم پرندگان خشمگین
- بازی در مجموعه تلویزیونی هیولا و دراکولا به کارگردانی مهران مدیری
- بازی در مجموعه تلویزیونی گلشیفته به کارگردانی بهروز شعیبی
- بازی در مجموعه تلویزیونی دوپینگ به کارگردانی رضا مقصودی
- بازی در فیلم سینمایی طبقه هساث به کارگردانی کمال تبریزی
- مجری برنامه تلویزیونی رادیو هفت و «رادیو شب» به کارگردانی منصور ضابطیان
- بازی در نمایش «بهمن کوچیک» در تورنتو - کانادا
- بازی در نمایش «صندلی‌ها» در کشور رومانی
- بازی در نمایش «ادیپ در راه» در پاریس-فرانسه
- خوانندگی به همراه گروه موسیقی «لیان» در جشنواره "WOMAD" لندن - انگلستان